# Pocahontas (pel·lícula)
Pocahontas és una pel·lícula estatunidenca d'animació de 1995 produïda per Walt Disney Pictures, i vagament inspirada en la història real de la princesa Pocahontas. Se n'ha fet una seqüela, estrenada directament en vídeo el 1998: Pocahontas II: Journey to a New World.
La pel·lícula no s'ha doblat al català, cosa que va motivar una protesta de Plataforma per la Llengua davant dels Cinemes Maremàgnum de Barcelona per demanar a Disney el doblatge en aquesta llengua.

## Argument
En 1607 Anglaterra, un vaixell transporta colons britànics a Amèrica del Nord en nom de la Companyia de Virgínia a la recerca d'or i altres riqueses materials. Entre les persones a bord hi ha el capità John Smith (Mel Gibson) i Governador Ratcliffe (David Ogen Stiers). S'inicia una tempesta, i Smith salva la vida d'un jove colon anomenat Thomas quan és a punt de caure per la borda. Tots dos es fan amics. En el "Nou Món", Pocahontas és a la part superior de la cascada on es pot bussejar al llac per nedar i després pujar a la canoa de Nakoma. Aprèn a la seva consternació que el seu pare pensa que ella ha de casar-se Kocoum, un dels seus millors guerrers. Però si Ell és guapo i un bon guerrer, Pocahontas no l'estimen, sentint que ell és massa seriós. Això s'accentua per una escena que mostra diversos nens tractant de jugar amb ell, mentre que ell incondicionalment Ignora Ells. Ella li demana als consells de l'esperit de l'arbre parlant anomenat àvia Willow. Àvia Willow diu Pocahontas d'escoltar el seu cor i ella 04 entendre.
Els colons britànics desembarquen a What Will Become Virginia i vostè mateix per l'or durant les ordres de Ratcliffe. Menys preocupats amb l'or, John Smith explora el territori, Trobar el Nou Món per ser un lloc ple d'aventura. Tot el temps que Ell és seguit pel curiós Pocahontas, i ve a trobar-se amb ella. Els dos van passar temps junts, amb Pocahontas ensenyament de John a mirar el món d'una manera diferent, i no pensar en persones que són diferents com "salvatges". De tornada a l'assentament, Powhatan TÉ finals d'alguns caçatalents d'aprendre més sobre les noves arribades, servicial Estan tacats. Governador Ratcliffe assumeix que és una emboscada, i un dels guerrers tir gel. La retirada dels Guerrers, i Powhatan declara que el blanc, però són perillosos i que ningú s'ha d'apropar a ells.
Uns dies més tard, John i Pocahontas reuneixen de nou, durant el qual John Aprèn thatthere hi ha or al país. Estan d'acord en reunir-se en el clar de l'àvia de Willow de nou aquesta nit.
Quan Pocahontas torna al seu poble, ella troba que els guerrers de les tribus veïnes han arribat per ajudar a combatre els Powhatan colons. De tornada en el fort anglès, John diu Ratcliffe No hi ha or al país, que Ratcliffe no creu. Pensant que el Natives'll haver amagat l'or per themeselves, declara que eliminarà totes.
Aquesta nit, el millor amic de Pocahontas Nakoma enxampa al seu escapolir i informa Kocoum que ella ha anat. Mentrestant, John s'escapa de la fortalesa, i Ratcliffe ordres Thomas que el seguís. Pocahontas i John es reuneixen en el clar del bosc, on molestar Pocahontas i àvia Willow convèncer Joan per tractar de parlar amb el cap Powhatan per resoldre el conflicte. Tant Kocoum i Thomas observen des de les ombres com John i Pocahontas petó. Kocoum, aclaparat per la gelosia, atacs i tracta de matar Joan, però com ell està amb èxit sent empès fora, Thomas intervé i mata Kocoum. Sentir veus que s'acostaven, John diu Thomas per funcionar. Un grup d'indígenes prenen John presoner, pensant que ell és l'assassí, i Powhatan anuncia que serà executat en la matinada abans de la guerra amb els colons comencen.
Thomas torna a la fortalesa i anuncia la captura de Joan. Ratcliffe veu això com una oportunitat per a atacar i rescatar John al Sametime, i arriben just quan John està a punt de ser executat. Abans de Powhatan pot colpejar, Pocahontas es llança sobre Joan, dient-li que ella estima a Joan i Que Powhatan ha de veure on és el camí de l'odi els ha portat, li demana que triï el seu propi camí. Powhatan pensa en les paraules de la seva filla i s'adona que no els deixaria Kocoum volgut definatley to'll tenir una guerra. Ell baixa el seu club i ordres John a ser posat en llibertat. Ratcliffe ordena The Settlers al foc de totes maneres, però ells també es neguen. Ratcliffe dispara a si mateix cap Powhatan, però empeny Joan el cap d'un costat i el gel va disparar el seu lloc. The Settlers encendre Ratcliffe, capturar i enviar de tornada a Anglaterra a l'espera de càstig per alta traïció.
John sobreviu a la bala, però ha de tornar a Anglaterra per rebre tractament mèdic si és que vol sobreviure. Pocahontas i la seva gent arriben a acomiadar, i John i Pocahontas oferta adéu. Pocahontas promet a John Smith que ella sempre estarà en el seu cor.

## Repartiment
- Irene Bedard: Pocahontas
- Judy Kuhn: Pocahontas (cantant)
- Mel Gibson: John Smith
- David Ogden Stiers: Governador Ratcliffe / Wiggins
- John Kassir: Meeko
- Russell Means: Powhatan
- Christian Bale: Thomas
- Linda Hunt: Àvia Willow
- Danny Mann: Percy
- Billy Connolly: Ben
- Joe Baker: Lon
- Frank Welker: Flit
- Michelle St. John: Nakoma
- James Apaumut Fall: Kocoum
- Gordon Tootoosis: Kekata
- Jim Cummings: Powhatan (veu cantada) / Kekata (veu cantada) / Wise Man / Veus addicionals[3]

## Cançons de la pel·lícula[calcitació]
- The Virginia Company - Cors
- The Virginia Company (represa) - Smith & Chœurs
- Steady As The Beating Drum - Cors
- Steady As The Beating Drum (represa) - Powathan
- Just Around The Riverbend - Pocahontas
- Listen With Your Heart – Veus del vent, Àvia Fullatge
- Mine, Mine, Mine - Ratcliffe, Wiggins, Smith & Cors
- Listen With Your Heart (reprise) - Veus del vent, Àvia Fullatge
- Colors Of The Wind - Pocahontas
- Savages - Ratcliffe, Powathan, Kekata & Cors
- Savages (reprise) - Pocahontas, Powathan, Ratcliff & Cors
- Colors of the Wind música dels crèdits finals - Solistes
- If I Never Knew You música dels crèdits finals - Solistes

## Premis i nominacions[calcitació]

### Premis
- Oscar a la millor banda sonora per Alan Menken i Stephen Schwartz.
- Oscar a la millor cançó original per Alan Menken i Stephen Schwartz per Colors of the Wind.
- Premi Grammy a la "Millor cançó" per Alan Menken i Stephen Schwartz per Colors of the Wind
- Globus d'Or a la millor cançó original per Alan Menken i Stephen Schwartz per Colors of the Wind

### Nominacions
- Globus d'Or a la millor banda sonora original per Alan Menken

## Al voltant de la pel·lícula
- Els directors artístics es van desplaçar nombroses vegades a Jamestown (Virgínia) i van realitzar nombroses investigacions sobre el període colonial per tal de definir l'estil i l'aspecte de la pel·lícula.[4] Les seves investigacions artístiques els van empènyer a utilitzar una forta imatgeria vertical (boscos de Virgínia) i horitzontal (planures de Virgínia).[4] Les investigacions històriques van dirigit els artistes a consultar dels narradors i especialistes de la cultura dels powhatan.[4]
- Els dissenyadors de personatges de la pel·lícula van prendre el partit de donar a Pocahontas els trets de la model Naomi Campbell.[cal citació] Per la seva banda, els guionistes de la pel·lícula van inventar una Pocahontas ecologista, voluntària i físicament atractiva, trencant així amb una molt llarga tradició Disney segons la qual un personatge principal femení era desproveït de sensualitat. D'altra banda, els animals que apareixen en la història no parlen, com vol una altra tradició Disney.
- Pocahontas i The Lion King van ser desenvolupats en paral·lel, i nombrosos animadors van preferir treballar a Pocahontas, no creient que The Lion King pogués tenir èxit.[cal citació]
- Els animadors que van treballar a Pocahontas van considerar-la com una de les pel·lícules d'animació més difícils mai produïdes per l'estudi. Els models de colors complexos, les formes angulars i les expressions de la cara reflecteixen bé els cinc anys de producció. El difícil treball va ser tanmateix recompensat. Pocahontas és avui sovint citada com un dels més bonics i realista personatge animat del repertori de Disney.[cal citació]
- En principi, els personatges animals (Percy, Flit i Redfeather) parlaven, com a les pel·lícules d'animació precedents de Disney. Tanmateix, aquesta faceta va ser abandonada quan els realitzadors es van inclinar cap a un tractament més realista de la història. En efecte, el gall dindi anomenat «Redfeather», va ser suprimit i va ser reemplaçada per Meeko.[cal citació]
- En la primera versió del guió el paper d'Àvia Fullatge havia estat escrit per a un personatge que era l'Esperit del riu, anomenat Old Man River en versió original. La cançó A tocar del riu va ser fins i tot escrita per ser cantada per aquest.[cal citació]
- Es va crear la comèdia musical The Spirit Of Pocahontas per als parcs temàtics de la Disney.[5]